# 心動隔扇窗
《心動隔扇窗》（西班牙語：A través de mi ventana），是一部2022年Netflix原創西班牙青春愛情電影。本片改編自委內瑞拉女作家阿里安娜·戈多伊的同名系列小說第一部，由馬薩爾·弗雷斯（Marçal Forés）執導，原著作者戈多伊與愛德華·索拉（Eduard Sola）編劇，並由胡立歐·佩納、克拉拉·加列和佩拉·卡斯楚等人領銜主演。
電影於2022年2月4日在Netflix全球同步上映。

## 劇情大綱
「一切都是從無線網路開始的。」——巴塞隆納赫赫有名的希達爾格家族是蕾凱兒（克拉拉·加列飾）的鄰居，而希達爾格家最神秘的二少爺阿瑞斯（胡立歐·佩納飾）更是讓蕾凱兒著迷不已的對象，但兩人卻從未說過話。一天，蕾凱兒發現自己的無線網路密碼被阿瑞斯破解，便開啟了兩人之間的緣分大門......

## 演員及角色
| 演員                                 | 角色                              | 描述 |
| ------------------------------------ | --------------------------------- | --- |
| 胡立歐·佩納                          | 阿瑞斯·希達爾格 Ares Hidalgo      | 希達爾格家族的二少爺。立志主修醫學，因其家族有遺傳性過敏疾病。本身對氯過敏，因掉進加氯的泳池裡而差點喪命。 |
| 克拉拉·加列                          | 蕾凱兒·門多薩 Raquel Mendoza      | 浪漫、風趣、愛幻想，一位文筆極佳的女學生，片尾透露她將成為一名作家。                                       |
| 佩拉·卡斯楚                          | 羅莎·瑪麗亞 Rosa María            | 蕾凱兒的母親，到處兼差以維持生計。                                                                         |
| 艾瑞克·馬希普                        | 阿提米斯·希達爾格 Artemis Hidalgo | 希達爾格家族的大少爺，史丹佛大學的校友，與克勞蒂亞有私情。                                                 |
| 雨果·阿博伊斯                        | 阿波羅·希達爾格 Apolo Hidalgo     | 希達爾格家族的三少爺，對酒精過敏，喜歡丹妮拉。                                                             |
| 吉勒摩·拉舍拉斯                      | 尤西 Yoshi                        | 蕾凱兒的好友，暗戀蕾凱兒。                                                                                 |
| 瑞秋·拉斯卡 Rachel Lascar            | 蘇菲亞·希達爾格 Sofía Hidalgo     | 希達爾格家的女主人，三兄弟的母親。                                                                         |
| 艾勃·佛克                            | 胡安·希達爾格 Juan Hidalgo        | 希達爾格家的男主人，三兄弟的父親。                                                                         |
| 娜塔莉亞·阿札哈拉 Natalia Azahara    | 丹妮拉 Daniela                    | 女同性戀，蕾凱兒的好友，阿波羅的愛慕對象。                                                                 |
| 艾蜜莉亞·拉佐 Emilia Lazo            | 克勞蒂亞 Claudia                  | 希達爾格家的女管家，與阿提米斯有私情。                                                                     |
| 馬里亞·卡薩爾斯 Marià Casals         | 馬可斯 Marcos                     | 阿瑞斯的朋友。                                                                                             |
| 露西雅·德拉普爾塔 Lucía de la Puerta | 珊米 Samy                         | 阿瑞斯的朋友。                                                                                             |

## 電影製作
本電影改編自阿里安娜·戈多伊的同名系列小說，是系列三部曲中的第一部。該小說始於文學作品平台Wattpad，而《心動隔扇窗》是戈多伊在平台上最受歡迎的作品之一。2021年4月，Netflix宣布這部電影即將到來，並確認男女主角分別為胡立歐·佩納飾演的阿瑞斯（Ares），以及克拉拉·加列飾演的蕾凱兒（Raquel）。

### 拍攝
主體拍攝於2021年3月14日開始，拍攝地點於西班牙巴塞隆納，同年4月30日結束拍攝。

### 續集
由於本電影獲得極佳的收視率，製作公司在播出幾天後立刻續訂了兩部續集。2022年4月28日，Netflix宣布開始製作《心動隔扇窗》的續集——《心動隔扇窗2：飄洋過海》，並加入《青春叛逆歌》的演員安潔雅·查帕羅（Andrea Chaparro）、伊萬·拉帕杜拉和卡拉·圖斯（Carla Tous）等多位新演員參與演出。2023年2月，釋出預告片並宣布該電影將在2023年6月23日上映。
《心動隔扇窗：飄洋過海》於2023年6月23日在全球同步上映，並在片尾宣布了電影系列的第三部曲、也是最後一部續集《心動隔扇窗：咫尺相望》（A través de tu mirada）將於2024年上映。

## 發行
2021年9月25日，主要演員們在參加全球Netflix粉絲活動（TUDUM）時宣布《心動隔扇窗》即將在隔年2月4日上映。同年10月28日，官方釋出第一支完整預告片。
2022年2月2日，劇組在西班牙舉行了電影首映會。2022年2月4日，本電影正式在Netflix全球同步上映。

## 大眾迴響
《心動隔扇窗》上映後兩週內便在93個國家與地區排名第一，並在上映後28日內全球觀看時數高達八千多萬小時，登上Netflix全球非英語電影排行榜季軍寶座。
但是電影卻獲得普遍糟糕的評價，影視雜誌《Cinemanía》的雅妮爾·祖巴諾（Janire Zurbano）給予本電影評分為2顆星（滿分5顆），並說道：「年輕人的病態式愛情關係已成為浪漫電影的趨勢，《天空上三公尺》或就是這種現象的明顯例子。」；美國常識媒體（CSM）的珍妮佛·格林（Jennifer Green）說道：「這不是演員的錯，他們是一群年輕且極具魅力的演員，但《心動隔扇窗》實在令人感到失望又缺乏創新。」

## 外部連結
- 在Netflix上觀看《心動隔扇窗》
- 互联网电影数据库（IMDb）上《心動隔扇窗》的资料（英文）
- 爛番茄上《心動隔扇窗》的資料（英文）
- 《心動隔扇窗》的Instagram帳戶